# Gemünden, Westerwald
Gemünden là một đô thị thuộc một ‘‘Verbandsgemeinde’’ - ở huyện Westerwald trong bang Rheinland-Pfalz, Đức. Đô thị Gemünden, Westerwaldkreis có diện tích 5,19 km².